# Quatuor à cordes en mi bémol majeur (Mendelssohn, 1823)
Ne pas confondre avec le Quatuor op. 12 et le Quatuor op. 44 no 3, de même tonalité.
Le Quatuor à cordes en mi bémol majeur (MWV R 18) est une composition de jeunesse de Felix Mendelssohn puisqu'elle fut écrite en 1823 mais ne fut pas publiée avant 1879. Le quatuor n'a pas de numéro d'opus.
Comme tous les quatuors à cordes de Mendelssohn, celui-ci comporte quatre mouvements :
1. Allegro moderato
2. Adagio non troppo
3. Menuet et Trio
4. Fugue

Une exécution habituelle demande un peu moins de 25 minutes.